# Telpossis
Telpossis (russisch Тельпосиз; auch гора Тельпосиз - gora Telpossis) ist ein 1619 m hoher Berg im nördlichen Ural.

## Geographie
Der Berg hat einen Doppelgipfel.
Der westliche Gipfel ist 1619 m hoch.
Ca. 1100 m östlich befindet sich der 1617 m hohe Nebengipfel.
Der Berg liegt im Bereich des Subpolaren Urals.
In den tieferen Lagen ist der Telpossis von spärlicher Lärchen- und Birkentaiga, in den höheren Lagen von Bergtundra bedeckt.
Die Baumgrenze liegt in ca. 500–600 m Höhe.
Am Nordhang befindet sich ein ca. 15 ha großer See.
Am Südhang befindet sich ein ca. 5 ha großer See.
Am Telpossis entspringen mehrere Bäche.
Über den Berg führen mehrere Wanderwege.